# Jardins d'Annevoie
Les jardins d'Annevoie constituent le parc du château d'Annevoie à Annevoie-Rouillon, commune d'Anhée dans la province de Namur en Belgique.

## Histoire
En 1691, Jean de Montpellier (1634-1705), seigneur d'Yvoir, maître de forges, et son épouse Marie de Halloy, acquièrent dans le cadre d'un héritage de la famille de Halloy, un domaine à Annevoie, qui comprend un château et une forge. Au milieu du XVIIIe siècle, leur fils, Jean (1679-1740), seigneur d'Yvoir, maître des forges et mayeur des ferrons de la province de Namur, chambellan héréditaire du comté de Namur, agrandit le château.
Les jardins d'eau sont créés dès 1758 par leur fils Charles-Alexis de Montpellier (1717-1807), qui utilise pour cela les cours d'eau qui alimentent ses forges en amont et contrebas du château. Il fait agrandir le château et, s’inspirant de ses nombreux voyages en Europe, il fait aménager le parc avec des perspectives de jardin à la française, agrémentées de niveaux et d’effets d’eau de jardin à l'italienne et de paysages de jardin à l’anglaise.

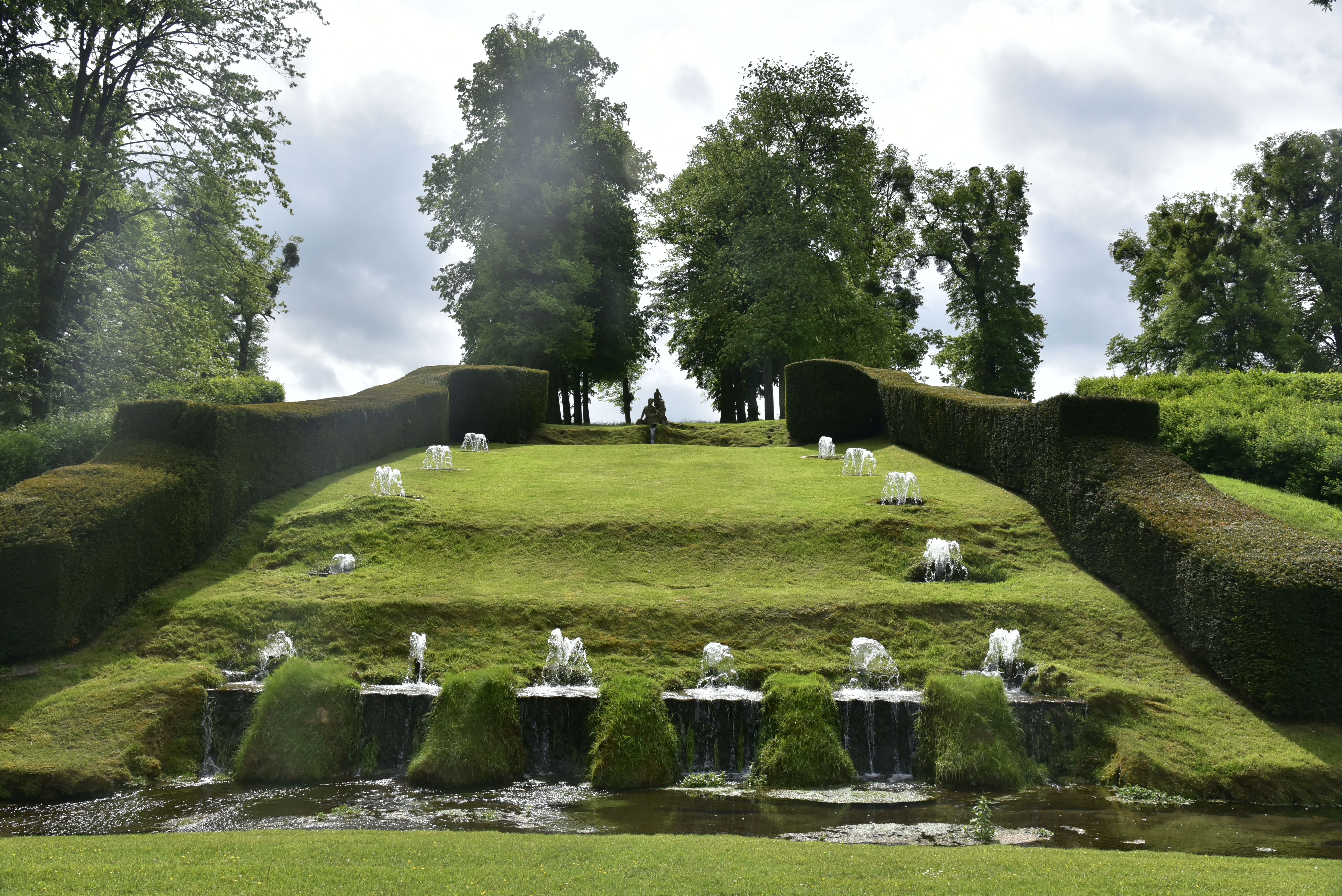
Buffet d'eau situé face au château.

Les jeux d'eau sont alimentés par diverses installations hydrauliques. Le grand canal, qui reçoit son eau de quatre sources, alimente des fontaines, des étangs et des cascades.
Les jardins sont ouverts au public vers 1930, et, en 1982, l’ensemble du site, les jardins et le bâtis sont classés monuments historiques. De 1992 à 2009, le site bénéficie du statut de patrimoine exceptionnel de Wallonie.
Onze générations de la famille de Montpellier conservent le domaine jusqu'en 2000, date à laquelle il est acquis par l’ASBL « Les Amis des jardins d’Annevoie ».
En 2004, la Région wallonne rachète la propriété. De grands travaux sont entrepris, des arbres sont abattus et, en 2009, Annevoie est retiré de la liste du Patrimoine exceptionnel de Wallonie.

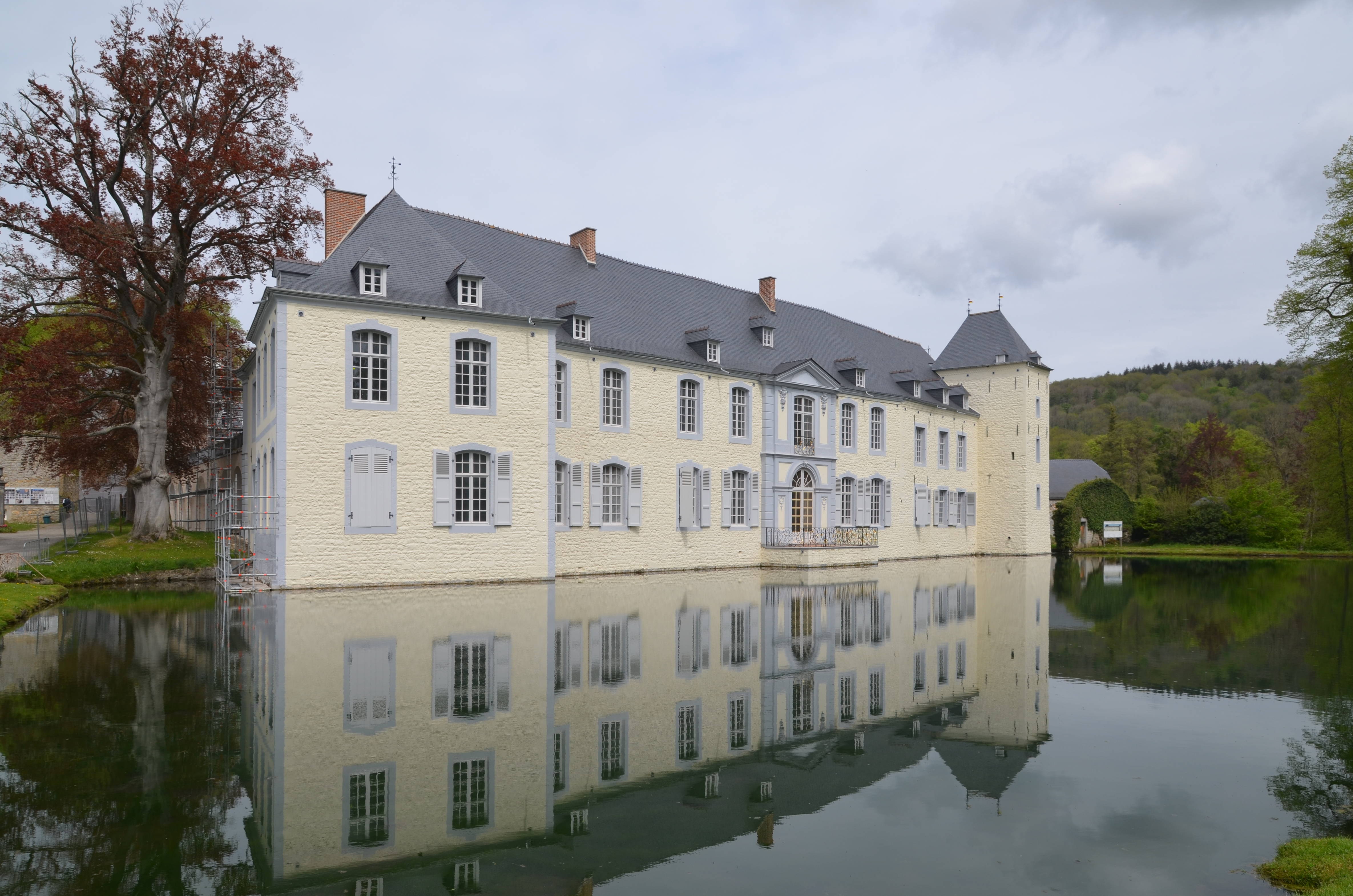
Annevoie, façade sud du château en 2021, après la restauration.

En 2017, Ernest-Tom Loumaye et son épouse reprennent la gestion de la propriété, via un bail emphytéotique et la fondation privée Domaine historique du château et des jardins d’Annevoie, avec l'aide de la Fondation Roi Baudouin. Un grand programme de restauration qui concerne la partie du 18e siècle est initié.